# زن و شوهر (فیلم ۲۰۱۷)
زن و شوهر (به ایتالیایی: Moglie e marito) فیلمی محصول سال ۲۰۱۷ و به کارگردانی  است. در این فیلم بازیگرانی همچون پیرفرانچسکو فاوینو، کاسیا اسموتنیاک، مارتا گاستینی، فرانچسکا کاوالین و آندرئا بروسکی ایفای نقش کرده‌اند.